# Kobylica (okrętownictwo)
Kobylica to deska, pozioma półka zamocowana na burcie służąca jako rozpórka odchylająca wanty na zewnątrz burt. Poniżej kobylicy, poprzez podwięzie burtowe, do burt zamontowane są liny jufersów, powyżej znajdują się jufersy dolne od ściągaczy talrepowych.